# Lista de filmes portugueses de 2013
Lista de filmes portugueses de longa-metragem lançados comercialmente em Portugal em 2013, nas salas de cinemas.
Nota: Na coluna coprodução, passando o cursor sobre a bandeira aparecerá o nome do país correspondente.
| #  | Filme                                   | Realização                                                        | Género                         | Estreia         | Coprodução                                 | Class |
| -- | --------------------------------------- | ----------------------------------------------------------------- | ------------------------------ | --------------- | ------------------------------------------ | ----- |
| 1  | Além de Ti                              | João Marco                                                        | Drama, romance, musical        | 9 de maio       | —                                          | M/16  |
| 2  | Até Amanhã, Camaradas                   | Joaquim Leitão                                                    | Drama, biografia               | 7 de maio       | —                                          | M/12  |
| 3  | Bairro                                  | Jorge Cardoso Lourenço Mello José Manuel Fernandes Ricardo Inácio | Drama                          | 27 de junho     | —                                          | M/16  |
| 4  | A Batalha de Tabatô                     | João Viana                                                        | Documentário                   | 11 de julho     | Guiné-Bissau                               | M/12  |
| 5  | Beat Girl                               | Mairtín de Barra                                                  | Drama                          | 9 de maio       | República da Irlanda                       | M/12  |
| 6  | Collider                                | Jason Butler                                                      | Ficção científica              | 14 de novembro  | República da Irlanda                       | M/12  |
| 7  | Comboio Noturno para Lisboa             | Bille August                                                      | Mistério, romance, suspense    | 21 de março     | Alemanha · Suíça                           | M/12  |
| 8  | Em Segunda Mão                          | Catarina Ruivo                                                    | Drama, suspense                | 20 de junho     | —                                          | M/12  |
| 9  | É o Amor                                | João Canijo                                                       | Drama                          | 25 de abril     | —                                          | M/12  |
| 10 | O Frágil Som do Meu Motor               | Leonardo António                                                  | Suspense                       | 25 de abril     | —                                          | M/16  |
| 11 | Insensíveis                             | Juan Carlos Medina                                                | Fantasia, terror, mistério     | 19 de setembro  | Espanha · França                           | M/16  |
| 12 | Ophiussa: Uma Cidade de Fernando Pessoa | Fernando Carrilho                                                 | Documentário                   | 13 de junho     | —                                          | M/12  |
| 13 | Quarta Divisão                          | Joaquim Leitão                                                    | Drama                          | 28 de fevereiro | —                                          | M/16  |
| 14 | República di Mininus                    | Flora Gomes                                                       | Drama                          | 16 de maio      | Alemanha · Bélgica · França · Guiné-Bissau | M/12  |
| 15 | RPG                                     | Tino Navarro David Rebordão                                       | Ação, drama, ficção científica | 29 de agosto    | —                                          | M/16  |
| 16 | Terra de Ninguém                        | Salomé Lamas                                                      | Documentário                   | 28 de novembro  | —                                          | M/16  |
| 17 | A Última Vez que Vi Macau               | João Pedro Rodrigues João Rui Guerra da Mata                      | Policial, drama                | 14 de março     | França · Macau                             | M/12  |
| 18 | Um Fim do Mundo                         | Pedro Pinho                                                       | Drama                          | 7 de novembro   | —                                          | M/12  |
| 19 | Virgem Margarida                        | Licínio Azevedo                                                   | Drama                          | 21 de novembro  | França · Moçambique                        | M/12  |
| 20 | 7 Pecados Rurais                        | Nicolau Breyner                                                   | Comédia                        | 21 de novembro  | —                                          | M/12  |